# Šenbric
Šenbric – wieś w Słowenii, w gminie miejskiej Velenje. W 2018 roku liczyła 161 mieszkańców. 